# Edmond Farhat
Edmond Y. Farhat (* 20. Mai 1933 in Ain Kfaa bei Byblos, Libanon; † 17. Dezember 2016 in Rom) war ein maronitischer Geistlicher und Diplomat des Heiligen Stuhls.

## Leben
Edmond Farhat absolvierte das Studium der Theologie, Philosophie und des Kanonischen Rechts in Paris und Rom. Am 28. März 1959 weihte ihn der Patriarch von Antiochia zum Priester. Er wurde zum Doktor der Theologie promoviert und war von 1967 bis 1989 Mitarbeiter und Untersekretär des Generalsekretariats der Bischofssynode in Rom sowie von 1970 bis 1989 Professor für Islamisches Recht an der Staatlichen Universität von Sassari (Italien). Papst Paul VI. verlieh ihm am 26. Februar 1971 den Ehrentitel Kaplan Seiner Heiligkeit (Monsignore); am 25. November 1983 verlieh ihm Papst Johannes Paul II. den Titel Ehrenprälat Seiner Heiligkeit.
Am 26. August 1989 wurde er von Papst Johannes Paul II. zum Apostolischen Delegaten für Libyen und Apostolischen Pro-Nuntius für Tunesien und Algerien sowie zum Titularerzbischof von Byblus ernannt. Am 20. Oktober 1989 spendete ihm der Papst persönlich die Bischofsweihe; Mitkonsekratoren waren Kurienerzbischof Edward Idris Cassidy und der Apostolische Nuntius in Polen, Erzbischof Francesco Colasuonno.
Am 26. Juli 1995 wurde er zum Apostolischen Nuntius in Slowenien und Mazedonien ernannt. In dieser Eigenschaft war er in Mazedonien auch Vermittler der diplomatischen Beziehungen zwischen dem souveränen Malteserorden und der jungen Republik, die damit den Orden offiziell anerkannte. Am 11. Dezember 2001 wurde er zum Apostolischen Nuntius in Turkmenistan und der Türkei ernannt. Papst Benedikt XVI. ernannte ihn am 26. Juli 2005 in Nachfolge des aus Altersgründen zurückgetretenen Erzbischofs Georg Zur zum Apostolischen Nuntius in Österreich.
Am 14. Januar 2009 nahm Benedikt XVI. Farhats altersbedingten Rücktritt vom Amt des Apostolischen Nuntius in Österreich mit Wirkung zum 15. März 2009 an. Am 17. Dezember 2016 starb er nach längerer Krankheit in Rom.

## Wirken
Edmond Farhat galt als Kenner der Verhältnisse des Nahen Ostens. Er sprach sich während seiner Amtszeit in der Türkei für einen EU-Beitritt der Türkei aus, mahnte aber in scharfen Worten ein Einhalten der Religionsfreiheit in dem laizistischen Staat an. In der Türkei seien Gewalttaten und Morddrohungen gegen Christen an der Tagesordnung, die Unterdrückung christlicher Intellektueller keine Seltenheit. Um einzulenken, müssen die Christen in Europa ihr Profil stärken.
Er war seit 2009 Mitglied der Kongregation für die Selig- und Heiligsprechungsprozesse.

## Ehrungen
- Großoffizier des Ritterordens vom Heiligen Grab zu Jerusalem (2006)[8]
- Großoffizier des Verdienstordens der Italienischen Republik (2008)
- Großes Goldenes Ehrenzeichen am Bande für Verdienste um die Republik Österreich (2009)[9]
- Ehren-Konventualkaplan des Souveränen Malteser-Ritterordens

## Schriften
- Gerusalemme nei documenti pontifici from 1887 to 1984. Libreria Editrice Vaticana, Rom 1987, ISBN 88-209-1664-9.